# René Héron de Villefosse
René Héron de Villefosse, né le 17 mai 1903 à Paris et mort le 23 février 1985 dans la même ville, est un historien et conservateur de musée français.

## Biographie
René Héron de Villefosse est le fils d'Antoine Héron de Villefosse et de Lucie de Thomassin.
Après des études secondaires à Sainte-Croix de Neuilly, il est élève de l'École des chartes où il obtient en 1926 le diplôme d'archiviste paléographe. Attaché des Musées de la ville de Paris en 1930, il y mène toute sa carrière, notamment au Petit Palais et au musée de l'Île-de-France à Sceaux.
Spécialiste de l'histoire de la capitale et de l'Île-de-France, il y consacre de nombreux ouvrages d'érudition ou de vulgarisation, ainsi que des articles dans des revues spécialisées comme la Revue des questions historiques, le Bulletin de la Société de  l'histoire de Paris et de l'Île-de-France, Historia, Miroir de l’Histoire, et dans des revues et journaux généralistes (Comedia, Opéra, France-Soir, Revue des deux Mondes, etc.).
À sa mort, ses cendres sont dispersées à Saint-Germain-Source-Seine, en Côte-d'Or.

## Publications principales

### Chez Bernard Grasset
- Histoire de Paris, 1955, édité aussi par le Club du livre d'histoire et le Livre de poche de Paris
- Construction de Paris, 1938
- Singularités de Paris
- Bourgeois de Paris
- Dames de Paris
- Couronnes de Paris

### Éditions techniques et artistiques
- Trésors méconnus de Paris
- Voyage au temps de la douceur de vivre

### Éditions de Paris
- Histoire et géographie gourmandes de Paris
- Histoire et géographie galantes de Paris

### Éditions Bernard Klein
- La Rivière enchantée (ill. de Foujita)
- À travers les vignes (ill. de Brienchon)
- Eaux de vie, fleurs et flammes (ill. de Raoul Dufy)
- L'Épopée bohémienne (ill. de Kisling)

### Éditions Hachette
- Paris (Encyl. par l'image)
- Fontainebleau (Encyl. par l'image)

### Éditions des Deux-Mondes
- Portes maritimes de l'Europe
- La Seine qui fit Paris

### Librairie Académique Perrin
- Les Graves Heures de la Commune
- Les Grandes Heures de la Champagne
- Les Halles de Lutèce à Rungis
- Histoire des grandes routes de France
- Les Grandes Heures de Paris

### Éditions Gründ
(Albums illustrés destinés aux enfants)
- Vercingétorix
- Saint-Louis
- Jeanne d'Arc
- Louis XI
- Louis XV
- Histoire de Paris et de l'Île-de-France

### Autres éditeurs
- Pèlerinages parisiens, Éditions des Saints Pères
- Aux Belles de Paris, Union bibliophile de France
- Charles le Sage, premier dauphin, éditions Amiot Dumont
- Paris au temps des Pasquier (ill. de Berthold Mahn), Club bibliophile de France
- Paris vivant, Éditions de la Madeleine
- Prés et bois parisiens, Éditions des Portiques, 1934
- Secrets de Paris, Éditions Castermann
- L'Île-de-France (ill. d'André Dunoyer de Segonzac), Éditions Pierre de Tartas
- L'Île-de-France[4], Librairie Arthème Fayard
- Le Cœur battant de Paris (sur le 8e arrondissement), Éditions Robert Laffont
- La Nature, source de l'Art, Productions de Paris
- En passant par Paris (ill. de Berthommê Saint-André), Union du Livre et des Arts
- Éloge des pierreries (frontispice d'André Derain), Éditions Cartier
- De la Grange Batelière à la Banque de l'U.P., édité par la Banque de l'Union parisienne
- Des Fossés jaunes à la Cie d'Ass. Gles, édité par la Société d'assurances générales
- L’Anti-Versailles ou le Palais-Royal de Philippe Égalité, Éditions Jean Dullis  (ISBN 2-7083-0010-5)
- Si j'étais l'accusateur public, Éditions Garnier Frères

## Récompenses et distinctions

### Récompenses
- L'Académie Française lui décerne deux fois le prix Jean-Jacques-Berger, en 1937 et 1942, et le prix Broquette-Gonin en 1975.
- Premier prix littéraire décerné par le conseil général de la Seine en 1957.
- Prix Charles Monselet.
- Prix littéraire de la confrérie des chevaliers du Tastevin.
- Grand prix de l'ordre des coteaux de Champagne en 1972.

### Décorations
- Officier de la Légion d'honneur
- Officier de l'ordre du Mérite agricole
- Commandeur de l'ordre des Arts et des Lettres
- Officier de l'ordre des Palmes académiques
- Officier de l'ordre de la Couronne de chêne

## Extraits, jugement esthétique sur l'architecture de l'art nouveau
« L'exposition de 1900 a fait naître un groupe d'édifices qui ne sont pas du plus heureux aspect, portant trop la marque d'une époque de pastiches où la simplicité n'était pas de mise comme elle le fut heureusement depuis. Le Grand Palais et le pont Alexandre sont hideux. Le Petit Palais seul trouve grâce devant mes yeux, mais quelle distance n'y a-t-il pas entre ces devoirs d'élèves sans génie et les ensembles d'un Mansard ou d'un Gabriel ? Le Nouveau Palais de Chaillot remplace heureusement le Trocadéro, ses minarets maigres et son gros ventre. »

— Héron de Villefosse, Histoire de Paris et de l'Ile de France, éditions Gründ, p. 31.
.

### Iconographie
- Edmond Heuzé, Portrait de René Héron de Villefosse, 1938, huile sur panneau, musée du Domaine départemental de Sceaux
- Constant Le Breton, Portrait de René Héron de Villefosse, 1948, huile sur toile, musée d'Art moderne de la ville de Paris